# En sus zapatos
En sus zapatos (2005) -In Her Shoes en inglés- es una película dirigida por Curtis Hanson y protagonizada por Cameron Diaz y Toni Collette.

## Sinopsis
Maggie (Cameron Diaz) y Rose Feller (Toni Collette) son dos hermanas huérfanas muy diferentes que se pasan el día discutiendo entre sí, polos opuestos cuando se trata de valores, objetivos en la vida y forma de ser. Ambas apenas tienen nada en común... salvo que calzan el mismo número de zapato. Maggie (Cameron Diaz) es una chica guapa, alegre y desenfadada que a duras penas ha terminado la secundaria, a la que no le duran los trabajos y que cree que su mayor activo es la atracción que despierta entre el sexo masculino. Su recurrente condición de desempleada le deja prácticamente sin casa, así que ha de ir dando tumbos de sofá en sofá de casas de sus amigos y sus parientes. Sin ninguna confianza en su capacidad intelectual, prefiere los maquillajes a los libros, y tiene un talento innato para combinar los accesorios y la ropa perfectos para cualquier ocasión. Rose (Toni Collette) es una abogada formada en Princeton que trabaja en una firma de primer orden de Filadelfia. Con su monótono trabajo, lucha constantemente contra la báscula, y nunca se siente cómoda con la ropa que lleva. Su baja autoestima respecto a su apariencia física ha dejado reducidas a menos de cero sus citas. La única alegría de Rose en la vida son los zapatos (porque siempre sientan bien), pero tiene pocas oportunidades de lucirlos y sacarlos del armario. Tras una catastrófica riña, las dos hermanas tienen por delante un largo y tortuoso camino antes de llegar a quererse de nuevo. Ayudadas por el descubrimiento de una abuela materna (Shirley MacLaine) que pensaban que estaba muerta, y a través de su nueva relación con ella, Maggie y Rose quizá aprendan a hacer las paces.

## Reparto
| Actor            | Personaje      |
| ---------------- | -------------- |
| Cameron Diaz     | Maggie Feller  |
| Toni Collette    | Rose Feller    |
| Shirley MacLaine | Ella Hirsch    |
| Mark Feuerstein  | Simon Stein    |
| Ken Howard       | Michael Feller |
| Candice Azzara   | Sydelle Feller |
| Francine Beers   | Sra. Lefkowitz |
| Brooke Smith     | Amy            |